# اوغلان
اوغلان (به لاتین: Owghlan) یک منطقهٔ مسکونی در افغانستان است که در ولایت بلخ واقع شده‌است.